# Shannen Doherty
Shannen Maria Doherty (ur. 12 kwietnia 1971 w Memphis, zm. 13 lipca 2024 w Malibu) – amerykańska aktorka. Odtwórczyni roli Brendy Walsh w operze mydlanej dla młodzieży Fox Beverly Hills 90210 (1990–1994), 90210 (2008–2009) i BH90210 (2019). Występowała jako Prudence Halliwell z serialu fantasy The WB Czarodziejki (1998–2001).

## Życiorys

### Wczesne lata
Urodziła się w Memphis w stanie Tennessee jako córka Johna Thomasa Doherty’ego Jr. i Rosy Elizabeth (z domu Wright). Jej ojciec był pochodzenia irlandzkiego, a matka pochodzenia angielsko-szkockiego. Wychowywała się ze starszym bratem Seanem (ur. 26 listopada 1967). W 1978, gdy miała siedem lat, jej rodzina przeprowadziła się do Los Angeles. W szkole L.A. Baptist Highschool / Le Lycée Francais dobrze się uczyła. Zagrała w szkolnym przedstawieniu Królewna Śnieżka.

### Kariera
Mając 10 lat zadebiutowała w serialu NBC Ojciec Murphy (Father Murphy, 1981). Rolą Drusilli zwróciła na siebie uwagę Michaela Landona, który zaproponował małej Shannen udział w ostatnim sezonie serialu Domku na prerii, gdzie wcieliła się w rolę Jenny Wilder. Po raz pierwszy zagrała na dużym ekranie w komedii Rona Howarda Nocna zmiana (Night Shift, 1982) u boku Henry’ego Winklera, Michaela Keatona i Shelley Long. Jej głosem mówiła także Teresa w animowanym filmie dla dzieci Tajemnica IZBY (The Secret of NIMH, 1982). Potem brała udział gościnnie w serialach, w tym stacji CBS Magnum (1983) z Tomem Selleckiem, produkowanym przez ABC Airwolf (1984), a także telefilmie Błogosław wszystkim dzieciom (1984) Michaela Landona; reżyser zaprosił ją do wzięcia udziału w zdjęciach do Autostrady do nieba (Highway to Heaven, 1985). Niedługo potem aktorka zagrała w produkcji kinowej, partnerując Sarah Jessice Parker i Helen Hunt na planie komedii Dziewczyny chcą się bawić (Girls Just Want to Have Fun , 1985). Jako Kris Witherspoon pojawiła się potem w kolejnym serialu NBC Our House (1986–88), zagrała także epizod w serialu Outlaws. W czarnej komedii dla nastolatek Śmiertelne zauroczenie (Heathers, 1988) wcieliła się w postać Heather Duke z Winoną Ryder w roli głównej.
Producent Aaron Spelling zaproponował aktorce udział w przedsięwzięciu, które przyniosło jej największą popularność. Na plan serialu Beverly Hills, 90210 Doherty trafiła w 1990 roku. Zagrała rolę Brendy Walsh, bliźniaczej siostry Brandona Walsha. Z serialu odeszła po czterech latach. Według producenta Aarona Spellinga przyczyniły się do tego konflikty Shannen z partnerami na planie, a także nieustanne spóźnienia aktorki.
W czasie pracy na planie serialu Beverly Hills, 90210 wystąpiła w telewizyjnych produkcjach: dreszczowcu ABC Opętana (Obsessed, 1992) z Williamem Devane i Lois Chiles, serialu przygodowym Disney Channel The Secret of Lost Creek (1992) z Dabbsem Greerem i Donem Shanksem oraz Freeze Frame (1993) jako początkująca dziennikarka, która odkrywa skandal, przez co jej życie staje się zagrożone.
Niewiele brakowało, by z powodu aroganckiego zachowania Doherty reżyser William Friedkin zrezygnował z niej podczas kręcenia dramatu Showtime Ciupołamacze (Jailbreakers, 1994) z Antonio Sabato Jr., jednak aktorka ostatecznie zagrała w filmie główną rolę. Potem pojawiła się w telewizyjnym dreszczowcu erotycznym Pokusa (Blindfold: Acts of Obsession, 1994) z Juddem Nelsonem i Michaelem Woodsem, horrorze Na pograniczu śmierci (Almost Dead, 1994) oraz jako Rene Mosier w komedii Kevina Smitha Szczury z supermarketu (Mallrats, 1995).
Wciąż grała przede wszystkim w filmach telewizyjnych, w tym w biografii CBS Robert Kennedy i jego czasy (Robert Kennedy and His Times, 1985) wcieliła się w Kathleen Kennedy, sensacyjnym Loteria śmierci (The Ticket, 1997) z Jamesem Marshallem, dramacie NBC Jacka Bendera Przyjaciele do końca (Friends 'Til the End, 1997) jako Heather Romley, dreszczowcu CBS Sypiając z diabłem (Sleeping with the Devil, 1997) z Timem Mathesonem i Bonnie Bartlett jako pielęgniarka Rebecca Dubrovich, córka polskich emigrantów.
W 1998 po raz kolejny pojawiła się w produkcji Aarona Spellinga, gdy zaproponowano jej rolę Prue Halliwell w serialu Czarodziejki. Po trzech sezonach (1998–2001) zrezygnowała z udziału w tej produkcji.
W telewizyjnym horrorze ABC Diabelskie gimnazjum (Satan’s School for Girls, 2000) z Kate Jackson wystąpiła w podwójnej roli jako Beth Hammersmith i Karen Oxford. Niedługo potem gościnnie pojawiła się w komedii Kevina Smitha Jay i Cichy Bob kontratakują (Jay and Silent Bob Strike Back, 2001) i wzięła udział w zdjęciach do telewizyjnego dreszczowca Inny dzień (Another Day, 2001). Rok później przypadła jej w udziale główna rola w przeznaczonym na rynek wideo dreszczowcu Portret (The Rendering, 2002), komediodramacie biograficznym Piekło na obcasach (Hell on Heels: The Battle of Mary Kay, 2002) z Shirley MacLaine i Parker Posey oraz dreszczowcu Okno strachu (Nightlight, 2003).
W 2003 roku powróciła do telewizji. Wystąpiła w kilku odcinkach Scare Tactics, jesienią następnego roku dołączyła do obsady opery mydlanej Fox Gorące Hawaje (North Shore, 2004–2005) i zagrała Alexandrę Hudson. Serial zdjęto już po pierwszym sezonie. Doherty próbowała więc dostać kolejną rolę w produkcji telewizyjnej. Dołączyła do obsady serialu CBS Miłość z o.o. (Love, Inc., 2005), jednak z odtwarzanej przez Shannen postaci "swatki" zrezygnowano już po odcinku pilotowym. Następnie wcieliła się w rolę młodej naukowiec Faith Clavell w telefilmie Category 7: The End of the World (2005).
W 2006 przyjęła propozycję poprowadzenia reality show dla amerykańskiej telewizji kablowej Oxygen, w którym miała pomagać uczestnikom wyrwać się z toksycznych związków. Od 22 do 30 marca 2010 brała udział w dziesiątej edycji Tańca z gwiazdami. Jej partnerem tanecznym był Mark Ballas, zajęli 11 miejsce (ostatnie).

## Życie prywatne
Spotykała się z Bo Brinkmanem (1990), Evanem Musikantowem (1991), Chrisem Foufasem (od marca 1991 do grudnia 1992), Jasonem Priestleyem (w sierpniu 1991), Markiem Slaughterem (1992), Markiem Wahlbergiem (we wrześniu 1992), muzykiem Mötley Crüe – Vince’em Neilem (1993), właścicielem firmy kosmetycznej Max Factor – Deanem Factorem (1993) i Juddem Nelsonem (w kwietniu 1993). Kilka tygodni po zapoznaniu z aktorem Ashleyem Hamiltonem, 24 września 1993 wzięła ślub. Byli razem gośćmi Saturday Night Live (1993). Małżeństwo jednak nie trwało długo, gdyż Doherty złożyła pozew o rozwód po zaledwie pięciu miesiącach. 7 listopada 1994 oficjalnie rozwiedli się. Związana była z producentem i reżyserem telewizyjnym Robem Weissem (1995–1996) i Julianem McMahonem (2001). W sierpniu 2001 związała się z zawodowym graczem w pokera i bokserem Rickiem Salomonem, za którego wyszła za mąż 25 stycznia 2002, lecz 16 maja 2003 ich małżeństwo zostało anulowane. Od września 2004 do stycznia 2005 spotykała się z Jasonem Pomeranc, właścicielem 60 Thompson Hotel na Manhattanie. W listopadzie 2008 poznała producenta filmowego i fotografa Kurta Iswarienko. Pobrali się 15 października 2011.  Od stycznia 2023  para była w separacji, a kwietniu tego samego roku Doherty złożyła pozew o rozwód.
W marcu 2015 zdiagnozowano u niej raka piersi. W lutym 2016 ujawniła, że leczyła się antyestrogenowo, by zmniejszyć guza i tym samym umożliwić leczenie za pomocą lumpektomii oraz uniknąć usunięcia piersi. Ze względu na obecność wielu guzów, lumpektomia nie była możliwa, więc w maju 2016 usunięto jej jedną pierś. Dzięki operacji wykryto przerzuty do węzłów chłonnych. Rak okazał się bardziej zaawansowany niż wcześniej sądzono, dlatego po operacji Doherty przeszła chemioterapię i radioterapię. 29 kwietnia 2017 ogłosiła, że nowotwór jest w stanie remisji. W styczniu 2023 aktorka poinformowała o przerzutach nowotworu do mózgu.
Shannen Doherty zmarła 13 lipca 2024 roku, w wieku 53 lat.

## Filmografia

### Filmy
- 1982: Nocna zmiana (Night Shift) jako Bluebell
- 1983: Spojrzenie w przeszłość (Little House: Look Back to Yesterday) jako Jenny Wilder
- 1983: Błogosław wszystkim dzieciom (Little House: Bless All the Dear Children) jako Jenny Wilder
- 1984: Ostatnie pożegnanie (Little House: The Last Farewell) jako Jenny Wilder
- 1985: Dziewczyny chcą się bawić (Girls Just Want to Have Fun) jako Maggie Malene
- 1985: The Other Lover jako Alson Fielding
- 1989: Śmiertelne zauroczenie (Heathers) jako Heather Duke
- 1991: Forever Young jako dziewczyna
- 1992: Freeze Frame jako Lindsay Scott
- 1992: Opętana (Obsessed) jako Lorie Brindel
- 1994: A Burning Passion: The Margaret Mitchell Story jako Margaret Mitchell
- 1994: Na pograniczu śmierci (Almost Dead) jako Katherine Roshak
- 1994: Pokusa (Blindfold: Acts of Obsession) jako Madeleine Dalton
- 1994: Jailbreakers jako Angel Norton
- 1995: Szczury z supermarketu (Mallrats) jako Rene Mosier
- 1996: W mroku (Gone in the Night) jako Cindi Dowaliby
- 1997: Friends 'Til the End jako Heather Romley
- 1997: Sypiając z diabłem (Sleeping with the Devil) jako Rebecca Dubrovich
- 1997: Loteria śmierci (The Ticket) jako CeeCee Reicker
- 1997: Donikąd (Nowhere) jako "laska z doliny"
- 1999: Wbrew pozorom (Striking Poses) jako Gage Sullivan
- 2000: Diabelskie gimnazjum (Satan’s School for Girls) jako Beth/Karen Oxford
- 2001: Inny dzień (Another Day) jako Kate
- 2002: Piekło na obcasach (Hell on Heels: The Battle of Mary Kay) jako Lexi Wilcox
- 2002: Portret (The Rendering) jako Sarah
- 2003: Okna strachu (Nightlight) jako Celeste
- 2007: Świąteczna lawina (Christmas Caper) jako Kate Dove
- 2008: Śmiertelny pocałunek (Kiss Me Deadly) jako Marta; film TV
- 2008: Zaginiony skarb Wielkiego Kanionu (The Lost Treasure of the Grand Canyon) jako Susan Jordon
- 2009: Encounter with Danger jako Claire
- 2010: Burning Palms jako dr Shelly
- 2010: Growing the Big One jako Emma Silver
- 2012: Gretl: Witch Hunter jako Gretl
- 2021: Forteca (Fortress) jako Dobbs
- 2022: Hot Seat jako Pam Connelly
- 2022: Mroczny opiekun (Darkness of Man) jako Vivian

### Seriale
- 1982–1983: Domek na prerii (Little House on the Prairie) jako Jenny Wilder
- 1981: Ojciec Murphy (Father Murphy) jako Drusilla Shannon (gościnnie)
- 1982: Voyagers! jako Betty Parris (gościnnie)
- 1983: Magnum (P.I. Magnum) jako Ima Platt (gościnnie)
- 1984: Airwolf jako Phoebe Danner (gościnnie)
- 1985: Autostrada do nieba (Highway to Heaven) jako Shelley Fowler (gościnnie)
- 1985: Robert Kennedy i jego czasy (Robert Kennedy&His Times) jako Kathleen Kennedy
- 1986: Out Laws jako młoda dziewczyna
- 1986–1988: Our House jako Kris Witherspoon
- 1989: 21 Jump Street jako Janine (gościnnie)
- 1990: Dzień za dniem (Life Goes On) jako Ginny Green (gościnnie)
- 1990–1994: Beverly Hills, 90210 jako Brenda Walsh
- 1992: The Secret of Lost Creek jako Jennie Fogle
- 1998–2001: Czarodziejki (Charmed) jako Prue Halliwell
- 2004–2005: Gorące Hawaje (North Shore) jako Alexandria Hudson
- 2005: Koniec świata (Category 7: The End of the World) jako Faith Clavell
- 2005: Miłość z o.o. (Love, Inc.) jako Denise Johnson (gościnnie)
- 2008–2009: 90210 jako Brenda Walsh
- 2011: Suite 7 jako Adrienne (gościnnie)
- 2011: Mari/Kari jako Mari/Kari (głos)
- 2012: Rodzinka jak inne (The New Normal) jako ona sama (gościnnie)
- 2019: Beverly Hills 90210

### Jako producent
- 1998: Czarodziejki (Charmed)
- 2001: Inny dzień (Another Day)

## Nagrody
- Nominacje do "Saturn Award":
- 1999 i 2000: w kategorii "Najlepsza aktorka w programie telewizyjnym lub serialu" za Czarodziejki